# Opinion publique
Pour les articles homonymes, voir L'Opinion publique (homonymie).

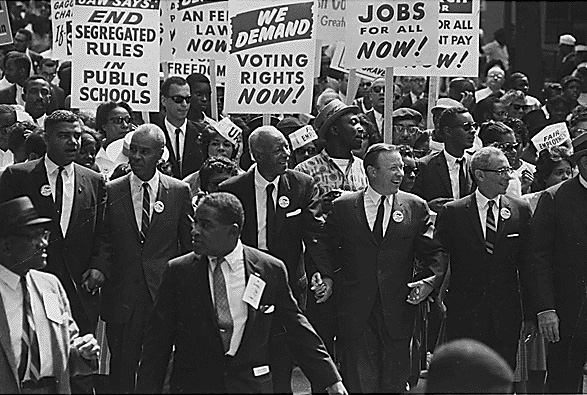
Manifestation de rue aux États-Unis en faveur de l’égalité des droits, 1963.

L’opinion publique est l’ensemble des convictions et des valeurs, des jugements, des préjugés et des croyances plus ou moins partagés par la population d’une société donnée.
De même qu’une opinion se caractérise par son aspect normatif et se différencie de l’esprit critique (marqué, lui, par le questionnement, l’argumentation, l’approche contradictoire et le souci d’approcher une certaine vérité), l’opinion publique peut parfois être construite sur des avis tranchés, des émotions, des informations non vérifiées pouvant se révéler fausses, qu’elles soient véhiculées intentionnellement ou non.
L’ensemble des sociologues s’accordent sur l’idée que ce n’est qu’au XXe siècle, avec l’apparition des médias de masse, qu’il est légitime de parler de « société de masse » et d’« opinion publique ». Ils démontrent également combien celle-ci est manipulable par des techniques de propagande, ce qui explique notamment l’apparition des grands régimes totalitaires (fascisme, communisme, nazisme…).
Dans les démocraties, la propagande vise essentiellement à influer sur les choix politiques. Plus largement, et dès lors que l’idéologie dominante est le capitalisme, la publicité est considérée comme une forme de propagande visant à façonner les comportements et les styles de vie dans le sens du consumérisme.
À la fin du XXe siècle, le débat confronte essentiellement deux camps :
- le premier (et le plus important majoritairement) de sensibilité post-marxiste, selon qui l’opinion est façonnée par les propriétaires des grands médias et l’ensemble de leurs soutiens, les acteurs principaux du capitalisme ;
- le second, minoritaire, de sensibilité technocritique, selon qui l’évolution des moyens de communication et le fait qu’ils sont de plus en plus accessibles à un grand nombre conditionnent les individus au point que la frontière entre « propagandistes » et « propagandés » devient extrêmement relative.

Ce débat est relancé au XXIe siècle, quand, avec internet, les individus ne sont plus seulement "consommateurs" mais "producteurs" d’opinions partagées à une certaine échelle et que, n’étant soumis à aucune déontologie, à la différence des journalistes, un certain nombre d’entre eux en viennent à répandre des quantités d’infox (fake news) sur les réseaux sociaux.

## Évolution du concept
La doxa est généralement considérée comme la figure anticipatrice de l’opinion publique. Cette notion traverse l’histoire de l’Antiquité jusqu’à la fin du XVIIIe siècle et c’est à partir du moment où naissent la démocratie moderne et « les processus qui la renforcent ou la dévoient » que les intellectuels pensent en termes d’opinion publique.
Selon Dominique Reynié, « l'histoire des théories de l'opinion peut être segmentée en trois moments :
- de l'Antiquité à la fin du Moyen Âge, l'opinion des hommes ordinaires, ou l'opinion du vulgaire, est stigmatisée comme l'expression d'un ensemble de préjugés que les esprits savants doivent ignorer mais que les princes doivent surveiller et conduire. (…) ;
- de la Renaissance à la fin du XVIIIe siècle, le déploiement de l'imprimerie favorise la constitution d'un public éclairé. Les lecteurs accèdent à l'énoncé public depuis le nouvel espace éminemment privé du for intérieur. D'un autre côté, les guerres de religion font éclore les premières grandes batailles d'opinions. (…) ;
- à partir du XIXe siècle, la question de l'opinion publique se lie étroitement à la quête de sa mesure. L'opinion devient un objet que les sociologues disputent aux philosophes, tandis que l'argument si particulier de la quantité joue un rôle peu à peu déterminant dans la qualification d'une opinion commune. ».

### Antiquité

#### Les Grecs
La Grèce antique est connue comme le lieu de naissance de la démocratie. D’une part, il s’agit d’une démocratie réduite à un petit nombre de personnes, les aristoi, au sein d’une société esclavagiste, d’autre part « la » Grèce n’existe pas encore, seules existent des cités (s’opposant d’ailleurs souvent les unes aux autres) : la question de l’opinion publique ne se pose donc pas. En revanche se pose celle de l’opinion et l’enjeu des débats menés par les philosophes est précisément de distinguer un simple avis (doxa) d’une réflexion élaborée. Or ce qui permet de faire cette différence, c’est la raison (logos) ; plus exactement sa nature contradictoire, ou dialectique, qui – seule – constitue une garantie d’esprit critique.
Cette distinction émerge probablement dès le VIIIe siècle av. J.-C. Les références morales d’Homère et celles d’Archiloque posent en effet les bases d’une tradition opposant de façon antinomique les images désacralisantes aux représentations distinguées, notamment à travers les fables animalières, les caricatures et la culture de l’injure. C’est donc au moment où apparaît l’opposition entre opinion et jugement qu’émerge le sentiment de légitimité sinon du grand nombre du moins d’un nombre élargi de personnes.
Au début du Ve siècle av. J.-C., la réflexion philosophique s’empare de ces concepts. Le philosophe grec Parménide oppose le concept de vérité (alétheia) aux opinions erronées qu’il appelle doxai. Toutefois, en matière de savoir politique, qui est ancré dans la pratique, l’opposition entre vérité et doxa est moins nette. Ainsi, Platon — tout en condamnant l'opinion publique (doxa vulgus) pour sa versatilité, sa trop grande sensibilité et sa superficialité qui la livrent en pâture aux sophistes formant les hommes politiques d'alors aux manipulations argumentaires — reconnaît cependant dans Les Lois l’existence d’une « opinion vraie » : « Quand il aura observé tout cela, il préposera au maintien de ses lois des magistrats qui jugeront, les uns d'après la raison, les autres d'après l'opinion vraie ». De même Aristote, dans son livre la Politique, reconnaît l’existence d’une opinion vraie qu’il appelle « sagesse » ou phronésis (Livre III, 1277b).

#### Les Romains
La civilisation romaine, qui va prendre l’ascendant sur toute l’Europe et l’Afrique du Nord, est également esclavagiste. De surcroît, les débats philosophiques ont beaucoup moins d’impact sur la vie politique que chez les Grecs. En revanche, le droit va jouer un rôle essentiel et c’est notamment en son nom qu’émerge un nouveau concept : la chose publique (« res publica », qui donnera plus tard le mot « république »). Même l’Empire est considéré comme « chose publique », indépendante de la personne de l’empereur. En veillant scrupuleusement à ce que le droit soit respecté sur l’ensemble de leurs territoires, les Romains vont élaborer une nouvelle entité qui, par la suite, jouera un rôle central dans la constitution de ce que l’on appelle l’opinion publique : l’État. En effet, si dans les régions conquises la vie quotidienne reste inchangée, les villes perdent leur indépendance vis-à-vis de Rome, ce qui, à long terme, va avoir un impact considérable sur les mentalités : le sentiment d’appartenance à une entité politique abstraite.

### Moyen Âge
Au Moyen Âge, l’Europe entière est christianisée. Comme sous l’Antiquité, l’ensemble de la population — sa "masse" — est illettrée. Alors que les invasions barbares ont ruiné l’édifice politique élaboré par les Romains, le Pape siège toujours à Rome et l’Église exerce une emprise spirituelle sur les différents monarques. Ce sont donc des religieux qui constituent l’élite de tout le continent et la seule doctrine qu’ils imposent, du moins explicitement, est celle contenue dans la Bible. À cette fin, la population étant illettrée, les fresques et les vitraux ornant les édifices religieux remplissent une fonction éducative : la doctrine est médiatisée par les images et celles-ci sont précisément conçues pour alimenter directement l’imaginaire des populations.
Au cours des dix siècles qui jalonnent le Moyen Âge, les choses vont évoluer. L’Église n’avait pu établir son autorité qu’au terme d’un accord passé avec l’État (en l’occurrence au IVe siècle avec l’empereur Constantin). Or, du fait de son audience auprès des princes, elle constitue désormais elle-même un État, implanté sur un territoire et doté de moyens matériels. Son influence spirituelle s’en trouve diminuée. À la longue, au fur et à mesure que s’émousse cette influence et que la société européenne se sécularise, les princes vont retrouver une certaine autonomie et un certain pouvoir. Certes, celui-ci est filtré par celui des seigneuries et l’unité politique de référence reste le fief tandis que le sentiment d’appartenance reste lié à la communauté, de taille restreinte. On n’observe donc rien à cette époque qui puisse s’apparenter au concept d’opinion publique. Certes, en marge de la doctrine enseignée par l’Église, se manifestent toute une multitude de croyances, dont la plus célèbre est celle liée à la sorcellerie, mais, pour qu’émerge le concept d’opinion publique, il faudra attendre que naisse le sentiment d’appartenance à l’État (au XIXe siècle) puis qu’avec les médias de masse émerge au XXe siècle ce que les sociologues appellent la société de masse.
Les quatre siècles séparant le Moyen Âge de l’époque contemporaine vont constituer une phase de transition.

### Temps modernes

#### La sécularisation de la société
Les fresques du peintre Lorenzetti qui ornent une salle du Palais public de Sienne, au XIVe siècle, sont parfois considérées par les historiens comme un des premiers symptômes de la modernité, au sens où elles témoignent d’une ouverture sur le monde dénuée de toute référence religieuse. N’y accèdent cependant qu’une partie extrêmement restreinte de la population, laquelle reste globalement sous l’emprise idéologique de l’Église.
De même, lorsque, deux siècles plus tard, en 1532, le Florentin Nicolas Machiavel publie Le Prince, il faudra qu’une longue période s’écoule avant qu’il soit considéré comme l’un des fondateurs de la politique moderne. Il n’empêche que, dès 1558, un jeune Français s’interroge sur le « fait du prince », plus exactement sur le fait qu’un grand nombre de ses semblables se montrent disposés à se plier aux desiderata du monarque jusqu’à y sacrifier une bonne partie de leur liberté : il s’agit d’Étienne de La Boétie, âgé d’à peine 18 ans, dans son Discours de la servitude volontaire. Ce texte pose la question de la légitimité de toute autorité sur une population et tente d’analyser les raisons de la soumission de celle-ci.
La posture circonspecte de La Boétie va toutefois demeurer ultra-minoritaire : ce qui augmente, en revanche, c’est un certain engouement pour la démocratie et le droit, pour le grand nombre, de participer aux décisions politiques.
Au XVIIe siècle, plus exactement vers 1640, Hobbes identifie l’opinion à la conscience.

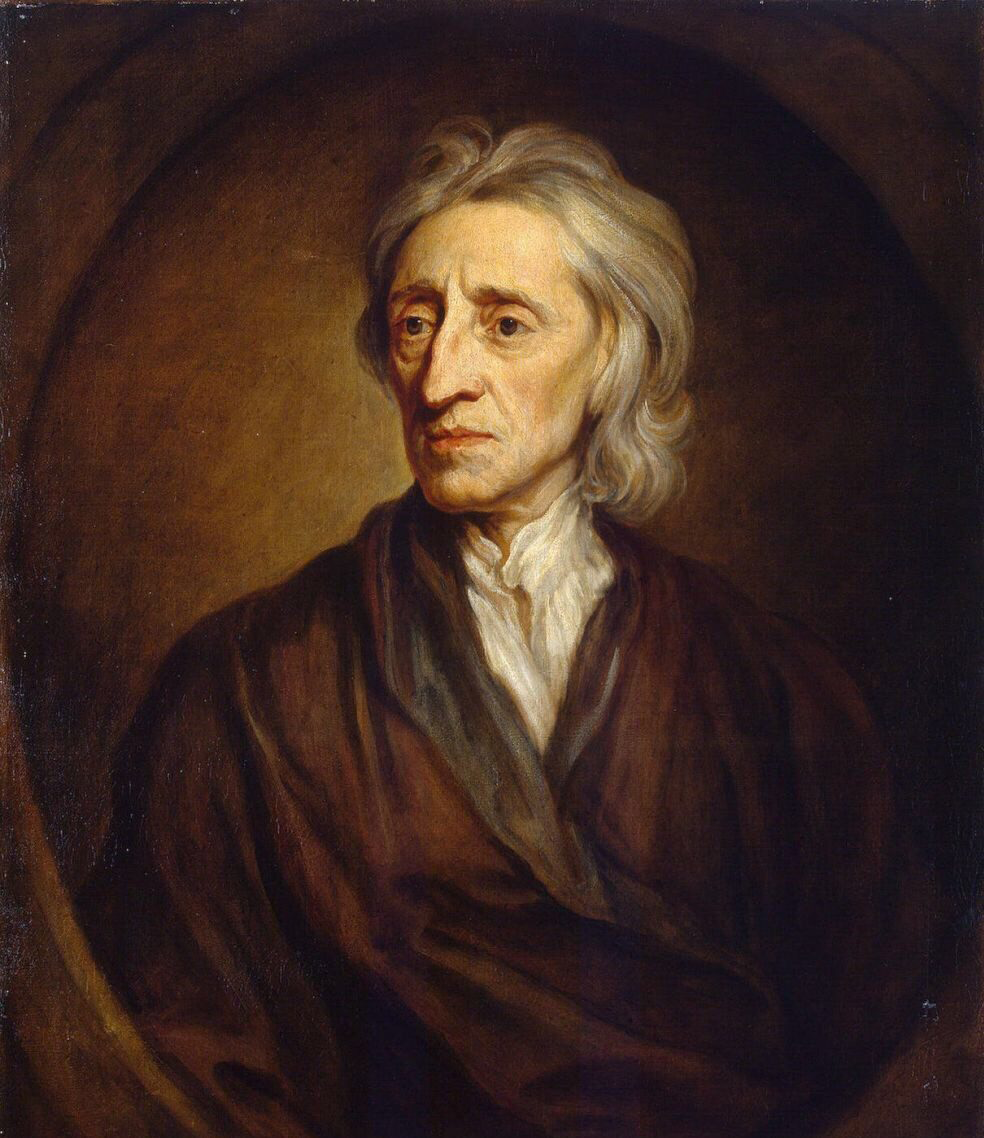
John Locke

Et cinquante ans plus tard, en 1689, dans son Essai sur l’entendement humain, John Locke reconnaît spécifiquement la valeur de l’opinion, dont il fait l’une des trois sources du jugement moral : « Voici, ce me semble les trois sortes de lois auxquelles les hommes rapportent en général leurs actions, pour juger de leur droiture ou de leur obliquité : la loi divine, la loi civile et la loi d'opinion ou de réputation », laquelle, entre toutes, est « la plus universelle et la plus contraignante ». Selon Sandro Landi, spécialiste d’histoire de la culture politique, « il s’agit d’un texte très débattu car Locke affirme que les hommes, dans la plupart des cas observables, fondent leurs actions non tant sur des principes rationnels et élevés mais plutôt sur des conventions et des règles morales soumises aux opinions dominantes dans chaque société ou groupement humain ». Locke définit la loi d’opinion comme « cette approbation ou cette désapprobation, cette louange ou ce blâme, qui par consentement tacite et secret s’installent en diverses sociétés, tribus et associations humaines à travers le monde : des actions y acquièrent crédit ou disgrâce, selon le jugement, les normes ou les habitudes du lieu ». Ce faisant, il ravive la tension entre morale et politique et prépare le renversement de la formule qui fondait la doctrine absolutiste de l’État, en introduisant l’idée que veritas non auctoritas facit legem (« c’est la vérité et non le pouvoir qui fait la loi »).

#### Les Lumières

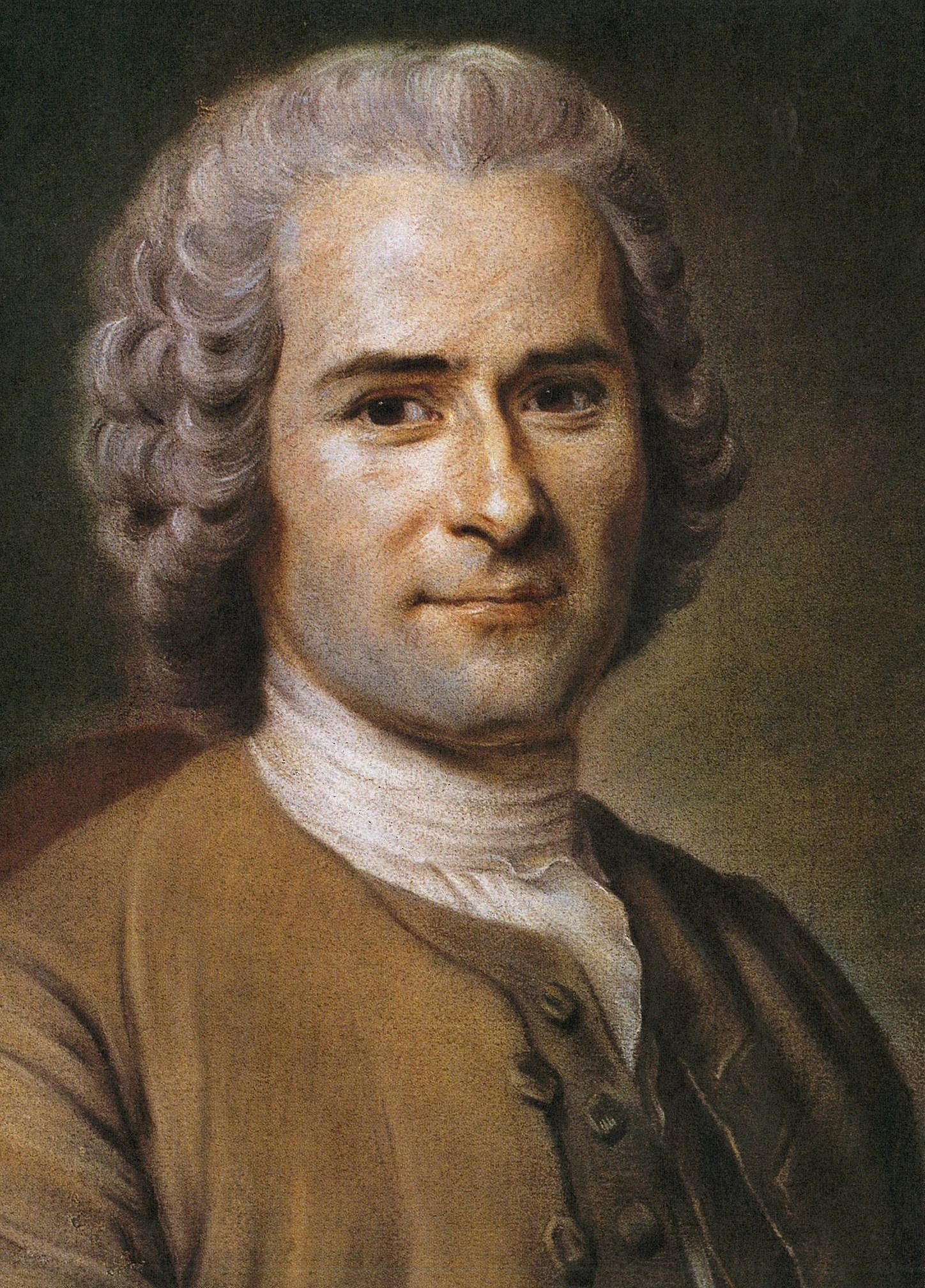
Jean-Jacques Rousseau

Au XVIIIe siècle, plus précisément durant la période précédant la Révolution française, émergent à la fois les notions d’intérêt général et d’opinion publique. Certes, dans la pure tradition philosophique, l’article Opinion de l’Encyclopédie oppose l’opinion à la science : « la science est une lumiere pleine & entiere qui découvre les choses clairement, & répand sur elles la certitude & l’évidence ; l’opinion n’est qu’une lumiere foible & imparfaite qui ne découvre les choses que par conjecture, & les laisse toujours dans l’incertitude & le doute ». Comme le note l’historienne Mona Ozouf, on trouve alors chez les philosophes la volonté de « constituer une opinion publique éclairée ».
Pour Malesherbes, en 1775, le public est « un tribunal indépendant de toutes les puissances… qui prononce sur tous les gens de mérite ». Ce surgissement de l’opinion populaire est lié à l’affaiblissement des autorités traditionnelles, l’Église et la monarchie. Pour les économistes physiocrates, celle-ci est « la seule contre-force imaginable ». Rousseau a une position plus nuancée : s’il voit dans la « volonté générale » un garde-fou contre le despotisme, il s’en méfie aussi dans la mesure où le peuple est facilement influençable : « Il importe donc pour avoir bien l’énoncé de la volonté générale qu’il n’y ait pas de société partielle dans l’État & que chaque Citoyen n’opine que d’après lui ». En cela, Rousseau se révèle « plus perspicace que les rêveurs d'une opinion publique unifiée ».
L’avènement de la République fait du peuple un acteur à part entière, à tel point que Saint-Just parle de « conscience publique ». Le syntagme opinion publique apparaît dans le Dictionnaire de l’Académie en 1798.
Cette opinion publique suscite un certain enthousiasme, notamment par Burke et Bentham [réf. nécessaire]. Dans Qu’est-ce que les Lumières ?, Kant souhaite lui aussi que s’exprime la volonté du peuple entier mais il rappelle l’importance de la raison critique dans le cadre de la société bourgeoise où l’économie privée semble relever de l’ordre naturel.

#### XIXesiècle
Des intellectuels tels que Constant et Guizot se montrent également favorables à l’expression du peuple [réf. nécessaire].
En revanche, John Stuart Mill et surtout Alexis de Tocqueville mettent en doute la prétendue autodétermination de l’opinion populaire.
Dans son livre sur Herbert Spencer, John David Yeadon Peel rapporte que le député britannique William Alexander Mackinnon définit en 1828 l’opinion publique ainsi : « Elle est ce sentiment sur n'importe quel sujet qui est entretenu, produit par les personnes les mieux informées, les plus intelligentes et les plus morales dans la communauté. Cette opinion est graduellement répandue et adoptée par toutes les personnes de quelque éducation et de sentiment convenable à un État civilisé ».
En 1888 l’Américain James Bryce fait émerger le concept d’opinion publique.

### XXesiècle

#### Les débuts de la sociologie

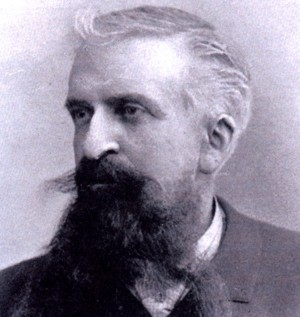
Gustave Le Bon

Les toutes premières analyses scientifiques du phénomène de l’opinion publique (et plus généralement du comportement des individus à l’ère industrielle) datent de la naissance de la sociologie, à la fin du XIXe siècle.
En 1895, dans Psychologie des foules, Gustave Le Bon (pionnier de la psychologie sociale) souligne non seulement que le comportement d’un individu peut différer sensiblement quand il est dans une foule ou quand il est isolé. La foule, selon Le Bon, est distincte du simple agrégat d’individus. « Dans certaines circonstances, et seulement dans ces circonstances, une agglomération d'hommes possède des caractères nouveaux fort différents de ceux des individus composant cette agglomération. La personnalité consciente s'évanouit, les sentiments et les idées de toutes les unités sont orientés dans une même direction ».
En 1901, Gabriel Tarde, qui a beaucoup correspondu avec Le Bon, publie L’opinion et la foule : « des milliers d'individus séparés peuvent à un moment donné, sous l'influence de certaines émotions violentes, un grand événement national par exemple, acquérir les caractères d'une foule psychologique ». Selon lui, l’opinion publique peut venir concurrencer dangereusement la raison. En revanche, en 1904, le sociologue américain Robert E. Park, passionné par le phénomène de l’urbanisation et théorisant la notion d’espace public, aborde la notion d’opinion publique de manière pragmatique.
En 1908 et 1909 l’Américain Wilfred Trotter publie les deux volumes de Herd instinct and its bearing on the psychology of civilized man (L’instinct grégaire et sa manifestation dans la psychologie de l’homme civilisé). Il y introduit la notion de comportement grégaire (herd behavior).

#### Après la Première Guerre mondiale
C’est principalement aux lendemains de la Première Guerre mondiale que s’amorce le débat sur l’opinion publique et les techniques de manipulation des consciences. Durant le conflit, les journaux ont abondamment utilisé la propagande et le bourrage de crâne pour fédérer les populations contre l’ennemi et valoriser la nation. L’époque est également marquée par la montée des régimes totalitaires (le communisme en URSS et le fascisme en Italie), utilisant les techniques de communication de masse pour susciter l’adhésion à leurs idéologies.
En 1922, deux ouvrages majeurs paraissent de part et d’autre de l’Atlantique : Critique de l’opinion publique de l’Allemand Ferdinand Tönnies et Opinion publique du journaliste américain Walter Lippmann. D’autres sociologues lui emboîtent le pas, dont Cantril (Gauguing Public Opinion, 1944) et Ogle (Public Opinion and Political Dynamics, 1948).
- Le livre de Tönnies est une commande d’un éditeur qui souhaitait un pendant allemand au livre de Tarde. Si son auteur reconnaît le rôle majeur de la presse dans la constitution d’un lien social entre les opinions individuelles, il estime en revanche que l’opinion publique ne saurait être renvoyée à de l’irrationnel et être confondue avec de simples croyances populaires. En effet, si les politiques la guettent, ils la redoutent également car ils savent qu’elle ne forme pas un tout homogène et qu’elle est versatile. Selon Tönnies, il en va d’elle comme d’une assemblée qui débat, puis rend une décision[32],[33]. Selon le sociologue Aurélien Berlan, le mérite de Tönnies est de voir dans « ce tribunal moral qu’est l’opinion publique » un facteur « aussi puissant que l’était la religion » mais, en revanche, il ne perçoit pas que cette expression collective est le plus souvent mise sous contrôle[34].

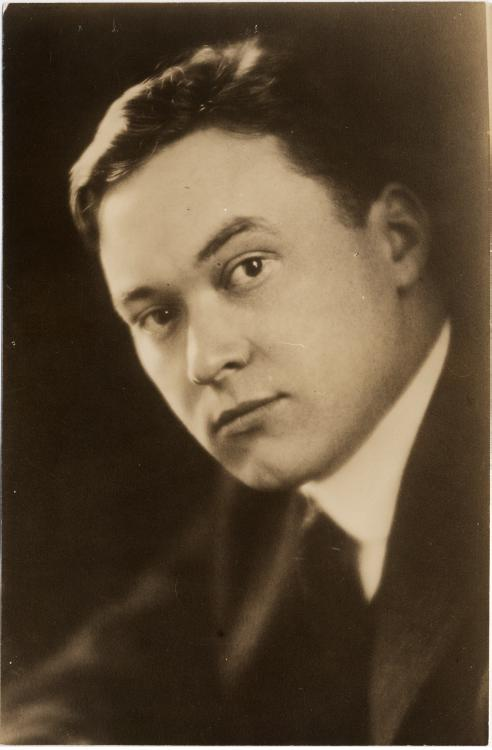
Walter Lippmann

- Le livre de Lippman présente une tonalité ouvertement pessimiste car il présente l’opinion publique comme le symptôme de l’impuissance de l’individu face à la complexité du monde. De surcroît sont étudiées les techniques de manipulation des consciences. Lippmann fait valoir que, pour mener à bien une propagande, une barrière entre le public et les évènements doit nécessairement être instaurée[35]. Selon lui, cette nouvelle forme de propagande, basée sur les recherches en psychologie associées aux moyens de communications modernes[36]. Il utilise alors l’expression « fabrique du consentement ».

De fait, dès l’année 1923, le publicitaire Edward Bernays (incidemment neveu de Freud) publie un ouvrage qui fait de lui le père de la propagande politique institutionnelle et de l’industrie des relations publiques, ainsi que du consumérisme américain. En combinant les idées de Gustave Le Bon sur la psychologie des foules, celles de Wilfred Trotter sur la psychologie sociale et celles de Freud sur l’inconscient, il est l’un des premiers à les instrumentaliser pour influencer les individus dans toutes sortes de domaines : aussi bien les idées politiques que l’achat de biens de consommation. Selon lui, une foule ne peut pas être considérée comme « pensante » car seul le ça s’y exprime, c’est-à-dire les pulsions inconscientes. C’est à celles-ci que tout publicitaire doit prioritairement s’adresser.
En 1925, Lippmann écrit un nouvel ouvrage, Le public fantôme, dans lequel il reprend et développe son idée : la complexité croissante des réalités sociales est telle qu’elle produit sinon l’indifférence du « public » (les citoyens) du moins son ignorance ; au point qu’elle interdit la formation d’une opinion publique véritable. Selon lui, « les carences des jugements individuels et le comportement largement privé des citoyens aboutissent à menacer la possibilité même d’une solidarité politique en termes de visée du bien commun ».

#### Années 1930-1950

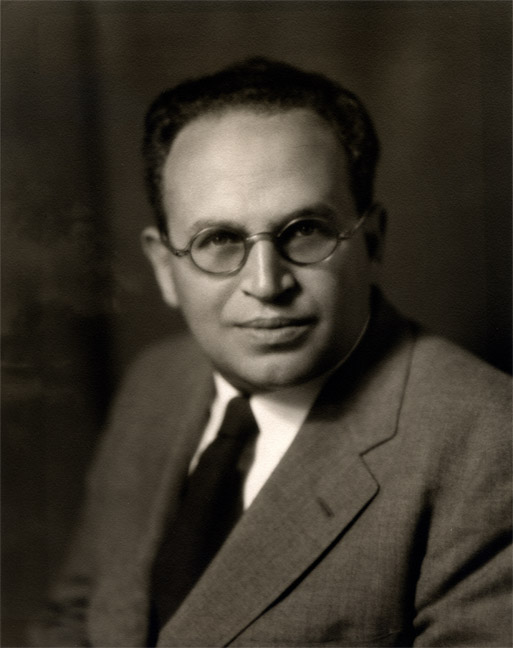
Paul Lazarsfeld

C’est finalement aux États-Unis (pays pionnier en matière de production et de communication de masse et où naîtront les techniques de sondage d’opinion, en 1936) que s’élaborent les premières véritables études sociologiques sur l’opinion publique et la société de masse. Elle débutent par un séminaire organisé par la fondation Rockefeller à New-York de septembre 1939 à juin 1940, auquel participent notamment les sociologues Paul Lazarsfeld (pionnier en matière d’enquêtes pour la collecte d’informations) et Harold Lasswell (qui a été propagandiste durant la Première Guerre mondiale et qui est par ailleurs expert en sciences politiques à l’université de Chicago) ainsi que le psychologue Hadley Cantril.
Toutefois, les chercheurs sont également circonspects quant aux changements sociétaux induits par l’émergence des médias de masse. Ainsi, en 1939, William Albig insiste sur le fait qu’il n’est plus possible d’aborder la notion d’opinion publique sans en tenir compte. Un grand nombre d’autres sociologues lui emboîtent le pas : Cantril (Gauguing Public Opinion, 1944), Doob (Propaganda and Public Opinion, 1948), Ogle (Public Opinion and Political Dynamics, 1950), Powell (Anatomy of Public Opinion, 1951), MacDougall (Understanding Public Opinion, 1952)… jusqu’à la publication, en 1955, d’un livre de Katz et Lazarsfeld qui va faire référence : Personal influence. S’appuyant sur une enquête de terrain menée non loin de Chicago, les auteurs battent en brèche l’idée communément admise de la propagande manipulatrice des médias. Ils estiment que les individus s’exposent de façon très variable aux médias et que le processus de l’influence s’opère d’une part sous l’effet de relations interpersonnelles, d’autre part, et en grande partie, sous la suggestion d’acteurs intermédiaires, les "leaders d’opinion" : les idées circulent donc d’abord des médias vers ces intermédiaires puis de ceux-ci vers la population »,.
En comparaison de l’important dispositif déployé par les chercheurs américains, les Européens s’en tiennent à des positions réservées et plutôt convenues. Après une analyse poussée de Jean Stoetzel sur la « théorie des opinions », en 1943, la réflexion s’essouffle. Tout au plus, en 1956, l’économiste et sociologue français Alfred Sauvy, publie un Que sais-je sur le sujet et l’année suivante, le philosophe Gaston Berger coordonne un ouvrage collectif rendant compte de débats tenus à l’Institut d’études juridiques de Nice mais dont la réception est limitée.

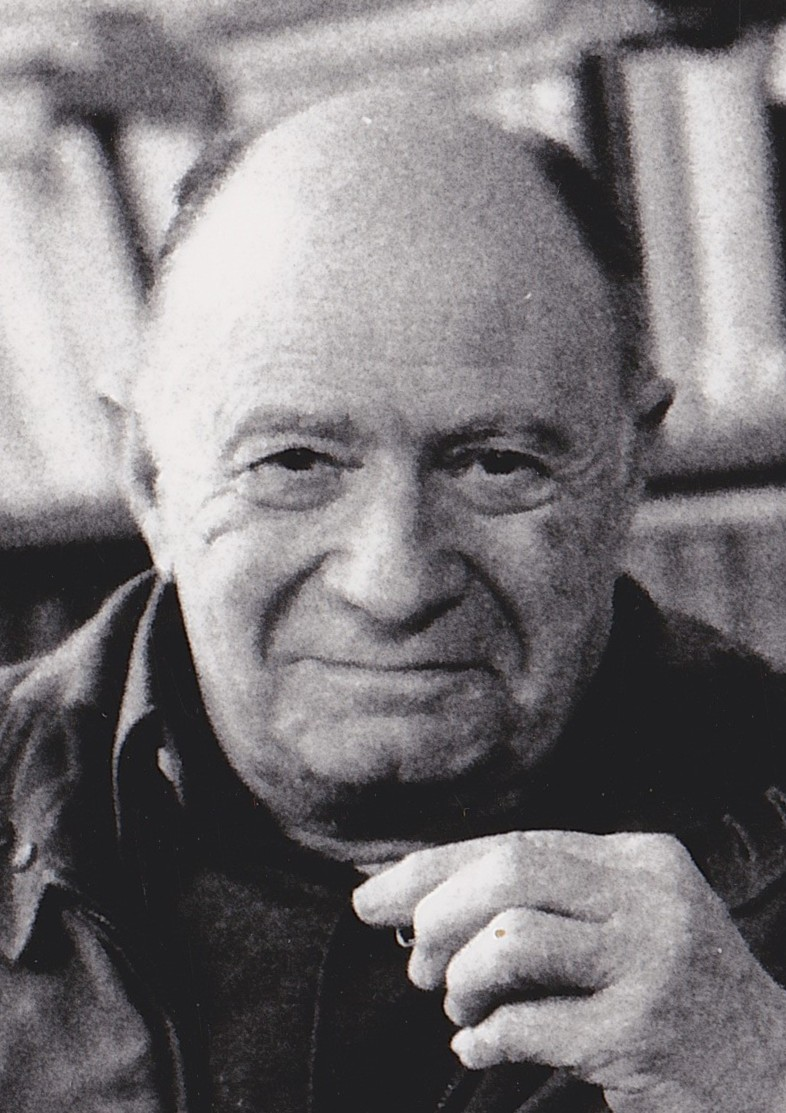
Jacques Ellul
(ici en 1990)

#### Années 1960
En revanche, en 1962, Jacques Ellul publie un ouvrage important dans lequel, d’une part il rend compte des différentes recherches effectuées aux États-Unis, d’autre part il expose un ensemble de théories personnelles. Selon lui, tout d’abord, ce ne sont pas seulement les mass media qui influent sur les mentalités mais les techniques dans leur ensemble dans la mesure où, de concert, formant un tout cohérent, elles génèrent et développent un conformisme d’un type nouveau : un attachement extrême au confort matériel. Ensuite, ce ne sont pas seulement les messages de propagande classiques (centrés sur la « guerre psychologique ») qui limitent l’esprit critique mais toutes sortes de « techniques immatérielles », en premier lieu les relations publiques et les informations dans leur totalité, dès lors que les unes comme les autres se focalisent sur les faits et l’actualité, déconnectant par conséquent ces faits de leurs valeurs et de leur sens. Enfin, la ligne de démarcation entre propagandistes et propagandés s’atténue toujours plus : il est intellectuellement malhonnête de faire porter toute la responsabilité du « bourrage de crâne » sur les premiers car, inconsciemment, les seconds sont leurs complices, ils souhaitent en effet fuir la réalité et les responsabilités qu’elle leur impose.

« La propagande correspond à un besoin de l’individu moderne. Et ce besoin crée en lui un besoin de propagande. L'individu est placé dans une situation telle qu'il a besoin d'un adjuvant extérieur pour faire face à sa propagande. Bien entendu, il ne dit pas : « je veux une propagande ! ». Au contraire, obéissant à des schèmes préfixés, il en a horreur car il se croit « une personne libre et majeure ». Mais en fait, il appelle et désire cette action qui lui permet de parer à certaines agressions et de réduire certaines tensions. […] Le secret de la réussite d'une propagande tient à ceci : a t-elle ou non satisfait un besoin inconscient ? Elle ne peut avoir d’effet que si le besoin existe (et que celui-ci) n’est pas ressenti comme tel mais reste inconscient. »

#### Sondages d’opinion
Un élément particulier fait considérablement évoluer le débat sur l’opinion publique : le sondage d’opinion. Dans ce contexte, le sociologue Pierre Bourdieu considère l’opinion publique comme un objet construit, « un artefact pur et simple dont la fonction est de dissimuler que l'état de l'opinion à un moment donné du temps est un système de forces, de tensions et qu'il n'est rien de plus inadéquat pour représenter l'état de l'opinion qu'un pourcentage ». Il ajoute que «  l'effet fondamental de l'enquête d'opinion [est de] constituer l'idée qu'il existe une opinion publique unanime, donc légitimer une politique et renforcer les rapports de force qui la fondent ou la rendent possible ». Bourdieu intitule d’ailleurs son article « l'opinion publique n'existe pas ».

#### La fabrique de l’opinion
L’inoculation psychologique a montré qu’elle pouvait influencer l’opinion publique lors des élections américaines en 2000, en augmentant l’intérêt de certains groupes participants pour la campagne électorale, leurs connaissances vis-à-vis des candidats ainsi que leur intention d’aller voter, comparativement au groupe contrôle.

### XXIesiècle
Dans le sillage d’un Bourdieu, le sociologue Alain Accardo considère que la réalité de l’« opinion publique » « tient pratiquement tout entière dans ce qu'en disent les médias et tout spécialement aujourd'hui les instituts de sondage qui, sans s'interroger outre mesure sur le bien-fondé de leur démarche, collent à des fins d'agrégation statistique, cette étiquette abusivement globalisante et homogénéisante sur une série limitée d'opinions individuelles artificiellement provoquées par leurs questions et de surcroît arbitrairement considérées comme interchangeables ».
L’avènement d’internet dynamise le débat puisqu’avec internet, les individus ne sont plus seulement consommateurs mais aussi producteurs de médias.

#### Les réseaux sociaux
Des médias sociaux comme Instagram et Facebook ont notamment été utilisés pour influencer l’opinion publique.

#### Le partage dématérialisé des connaissances
- Wikipédia
- Massive Open Online Course (ou cours en ligne ouvert et massif[51])

## Facteurs d’influence
Des médias sociaux comme Instagram et Facebook ont notamment été utilisés pour influencer l’opinion publique.
Une technique utilisée par certains groupes d’intérêts consiste à produire des sondages non-représentatifs afin de biaiser les résultats.

### 1900-1950
- Gabriel Tarde, L’opinion et la foule, Félix Alcan, 1901
- Ferdinand Tönnies, Kritik der öffentlichen Meinung, Berlin/New York, 1922.
Trad. fr. Critique de l’opinion publique, Gallimard, Paris, 2012
- (en) Walter Lippmann, Public Opinion, New York, Harcourt, Brace and Company, 1922
- Edward Bernays, Crystallizing public opinion, 1923.
Trad. fr. Propaganda. Comment manipuler l’opinion en démocratie, La Découverte, 2007
- (en) William Albig, Public Opinion, 1939
- Serge Tchakhotine, Le viol des foules par la propagande politique, Gallimard 1939
- Jean Stoetzel, Théorie des opinions, Paris, PUF, 1943
- (en) Hadley Cantril, Gauguing Public Opinion, 1944
- (en) Leonard W. Doob, Propaganda and Public Opinion, New York, H. Holt, 1948
- David Krech et Richard Crutchfield, Theory and Problems of Social Psychology, 1948.
Trad. fr. Théorie et problèmes de psychologie sociale, PUF, 1952
- Jean-Marie Domenach, La propagande politique, éditions PUF, 1950
- (en) Marbury B. Ogle Jr, Public Opinion and Political Dynamics, Boston, Houghton Mifflin, 1950

### 1950-2000
- (en) Norman John Powell, Anatomy of Public Opinion, New York, Prentice-Hall, 1951
- (en) Curtis D. MacDougall, Understanding Public Opinion, New York, McMillan, 1952
- Elihu Katz et Paul Lazarsfeld, Personal Influence. The Part Played by People in the Flow of Mass Communications, 1955, trad. fr. Influence personnelle. Ce que les gens font des médias, Armand Colin/INA, 2008
- (en) William Albig, Modern Public Opinion, New York, Mcgraw-Hill, 1956
- Alfred Sauvy, L’opinion publique, éditions PUF, 1956
- Gaston Berger, dir. L’Opinion publique, éditions PUF, 1957
- Vance Packard, The Hidden Persuaders, New York, D. McKay, 1957 ;
Trad. fr. La Persuasion clandestine, Calmann-Lévy, 1958
- Kurt Lewin, Psychologie dynamique, , éditions PUF, 1959
- (en) Valdimer O. Key Jr, Public Opinion and American Democraty, New York, 1961
- Jacques Ellul, Propagandes, Armand Colin, 1962 ; Réed. Economica, 1990
- (de) Jürgen Habermas, Strukturwandel der Öffentlichkeit 1962
trad. fr. L’Espace public. Archéologie de la publicité comme dimension constitutive de la société bourgeoise, Payot, 1978
- Maurice Halbwachs, Esquisse d’une psychologie des classes sociales, , éditions Marcel Rivière, 1964
- Jacques Desabie, Théorie et pratique des sondages, Dunod, 1966
- Roger Mucchielli, Introduction à la psychologie structurale, , éditions Dessart, 1968
- Pierre Bourdieu, « L’opinion publique n’existe pas », janvier 1972, Les Temps modernes, 29 (318), janv. 73 : 1292-1309. [lire en ligne]
- Paul Watzlawick, John Weakland et Richard Fisch, Change. Principles of Problem Formation and Resolution, Norton, 1974 ;
Trad. fr. Changements : paradoxes et psychothérapie, Seuil, 1975
- Alain Girard, Jean Stoetzel, Les Sondages d’opinion publique, PUF, 1979
- Yvon Lafrance, La Théorie platonicienne de la Doxa, éditions Les Belles lettres, 1981.
- Roger Lenglet, Archiloque, ange du vulgaire, in "Du je(u)", revue Anousia, 1985
- Pierre Bourdieu, « Les sondages, une science sans savant », pp. 217-224 in : Choses dites, Paris : Ed. de Minuit (Le sens commun), 1987
- Roger Lenglet, La Doxa, ancêtre de l’opinion publique, éditions Anousia, 1987
- Roger Mucchielli, Opinions et changement d’opinion, ESF, 1988
- Patrick Champagne, Faire l’opinion. Le nouveau jeu politique, Editions de Minuit, 1990
- Noam Chomsky et Edward S. Herman, Manufacturing Consent, The Political Economy of Mass Media, 1988.
Trad. fr. La Fabrique de l’opinion publique, Le serpent à plumes, 2003
- Patrick Champagne, Faire l’opinion. Le nouveau jeu politique, Paris, Éditions de Minuit, 1990
- (de) Elisabeth Noelle-Neumann, Öffentliche Meinung. Die Entdeckung der Schweigespirale, Ullstein, Frankfurt 1991,
- (en) Craig Calhoun, Habermas and the Public Sphere, Cambridge, MIT Press, 1992 (lire en ligne)
- Arlette Farge, Dire et mal dire, l’opinion publique au XVIIIe siècle, Ed. du Seuil, 1992.
- (it) Silvio Cotellessa, « Opinione publica », dans Politica, Milan, Jaca Book, 1993, p. 372-375
- Mona Ozouf, « Le concept d'opinion publique au XVIIIe siècle », Sociologie de la communication, vol. 1, no 1,‎ 1997 (lire en ligne)
- Loïc Blondiaux, « Ce que les sondages font à l’opinion publique ». Politix, vol. 10, n°37, Premier trimestre 1997. p. 117-136
- Loïc Blondiaux, La Fabrique de l’opinion. Une histoire sociale des sondages , Ed. du Seuil, 1998
- Agemir Bavaresco, La Théorie hégélienne de l’opinion publique, L’Harmattan, 1998
- Dominique Reynié, Le Triomphe de l’opinion publique. L’espace public français du XVIe au XXe siècle, Odile Jacob, 1998
- Vladimir Volkoff, Petite histoire de la désinformation, Editions du Rocher, 1999

### XXIesiècle
- Joëlle Zask, L’Opinion publique et son double; Livre I: L’opinion sondée; Livre II: John Dewey, philosophe du public, L’Harmattan, coll. "La philosophie en commun", 2000
- (en) Jacob Shamir et Michal Shamir, The Anatomy of Public Opinion, Ann Arbor: University of Michigan Press, 2000
- Laurence Kaufmann, « L’opinion publique ou la sémantique de la normalité », Langage et société, n° 100 2002/2, p. 49-79. [lire en ligne] [PDF]
- Dominique Reynié, « La théorie de l’opinion publique à la recherche d’un nouveau souffle », Hermès, n° 31, 2001
- Laurence Kaufmann, « L’opinion publique : oxymoron ou pléonasme ? », Réseaux, n° 117 2003/1, p. 257-288. [lire en ligne] [PDF]
- Julien Théry, « fama : L’opinion publique comme preuve. Aperçu sur la révolution médiévale de l’inquisitoire (XIIe – XIVe siècle) », dans La Preuve en justice de l’Antiquité à nos jours, dir. Bruno Lemesle, Rennes, Presses Universitaires de Rennes, 2003, p. 119-147. [lire en ligne]
- John Stauber et Sheldon Rampton, L’Industrie du mensonge - Lobbying, communication, publicité et médias, Complété et préfacé par Roger Lenglet, Agone, coll. « Contre-feux », 2004
- Jacques Antoine, Histoire des sondages, Odile Jacob, 2005
- François-Bernard Huyghe, "Maîtres du faire croire. De la propagande à l’influence", Vuibert 2008
- (en) Kirk Wetters, The Opinion System. Impasses of the Public Sphere from Hobbes to Habermas, New York, Fordham University Press, 2008
- Pierre Karila-Cohen, L’État des esprits. L’invention de l’enquête politique en France (1814-1848), Presses Universitaires de Rennes, 2008, 401 p.
- Nicole d’Almeida, L’Opinion publique, CNRS Éditions, 2009
- Bertrand Binoche, Religion privée, opinion publique, Vrin, 2012
- Arnaud Mercier, Médias et opinion publique, CNRS (coll. Les essentiels d’Hermès), 2012
- William T. Bianco et David T. Canon, "Public Opinion." In American Politics Today, 3e édition, New York, W.W. Norton, 2013

Revues
- « Une opinion publique internationale ? », dossier de Raisons politiques, n° 19 2005/3. [lire en ligne]